# اندیس کوه ملایی
کوه ملایی یک اندیس فلزی است که در حوالی شهر میناب استان کرمان قرار دارد و مادهٔ معدنی موجود در آن، مس است.سنگ میزبان این اندیس شیست ، سرپانتینیت است و دیرینگی آن به دوران کرتاسه بالایی می‌رسد. در این اندیس، پاراژنز‌های پیریت ، مالاکیت ، کریزوکول ، کوارتز یافت می‌شوند.